# ラリー・アズニ
ラリー・アズニ（Larry Azouni、1994年3月23日 - ）は、フランス・マルセイユ出身のプロサッカー選手。サッカーチュニジア代表。クラブ・アフリカーン所属。ポジションはMF。

## 経歴

### クラブ
2006年に地元クラブであるオリンピック・マルセイユの下部組織に入団。2012年12月6日、UEFAヨーロッパリーグのAELリマソール戦で74分にカシム・アブダラに代わって途中出場、プロデビューを果たした（結果は3-0敗北）。
2013年9月2日、マリオ・レミナの取引の一環でチームメイトのラフィディ・アブドゥラと共にFCロリアンに移籍。1年間のレンタルで買い取りオプションが付随している。
2014年7月7日、リーグ・ドゥのニーム・オリンピックと4年契約を結んだ。2017年8月1日、ベルギーのKVコルトレイクに移籍。
2020年8月5日、ポルトガルのCDナシオナルに3年契約で移籍。

### 代表
当初はフランス代表としてプレーしていたが、U21代表からルーツのチュニジアに変更した。
2016年3月、アフリカネイションズカップ2017予選のトーゴ戦でフル代表デビュー。